# Бжезьно (Нижньосілезьке воєводство)
Бжезьно (пол. Brzeźno) — село в Польщі, у гміні Прусиці Тшебницького повіту Нижньосілезького воєводства.
Населення — 251 особа (2011).
У 1975-1998 роках село належало до Вроцлавського воєводства.

## Демографія
Демографічна структура станом на 31 березня 2011 року:
|          | Загалом | Допрацездатний вік | Працездатний вік | Постпрацездатний вік |
| -------- | ------- | ------------------ | ---------------- | -------------------- |
| Чоловіки | 127     | 23                 | 100              | 4                    |
| Жінки    | 124     | 23                 | 80               | 21                   |
| Разом    | 251     | 46                 | 180              | 25                   |